# Alexandre Lamblin
Alexandre Carlos Marie Joseph Lamblin (né le 9 février 1884 à Ronchin et mort le 21 mars 1933 au Touquet) est connu principalement pour la construction de l’autodrome de Linas-Montlhéry.

## Biographie

### L'inventeur
Alexandre Lamblin dépose son premier brevet d'invention concernant le développement en plein jour de plaques photographiques, en Belgique en 1912 à 28 ans. Il dépose ensuite un brevet sur les radiateurs pour moteurs d'aéronefs et autres applications le 14 juin 1916. Les radiateurs d'aviation Lamblin ont été étudiés spécialement pour cet usage : ils sont de forme oblongue, aérodynamiques et ne sont pas une simple transformation des radiateurs d'automobiles mais d'une conception entièrement nouvelle tenant compte de deux facteurs très importants en aviation, le poids et la résistance à l'avancement. Cette invention lui permet de développer son entreprise et de connaître un certain succès dans les affaires au début des années 1920 ; plus de 10 000 radiateurs sont vendus.
Il dépose, entre 1918 et 1931, de nombreux autres brevets concernant des améliorations apportées aux systèmes d'alimentation et de refroidissement des moteurs d'avions et d'automobiles et élargit son champ d'action à la climatisation des appartements et salles de réunion, aux manchons publicitaires, au recouvrement métallique de murs et toitures par emboîtement, à la suspension des lignes télégraphiques par poteaux et pylônes, aux roues pour véhicules roulant sur voie ferrée munies d'un bandage en caoutchouc à l'intérieur de flasques de contention...

### Le JournalL'Aéro-Sportset la construction de l'autodrome de Linas-Montlhéry
En complément de ses activités, en 1922, il lance le journal sportif L'Aéro-Sports, axé principalement sur l'aviation mais ouvert à beaucoup d'autres sports mécaniques.
En 1924, il crée, avec l'équipe de son journal, l'autodrome de Linas-Montlhéry dont les travaux démarrent le 15 mars sur la commune de Linas, alors dans le département de Seine-et-Oise, à 30,3 km au sud de Paris. L'anneau de 2 500 m de développement est mis en service le 4 octobre 1924.
Dans un premier temps seul l'anneau est prévu mais dès la fin 1924, après discussions avec l'Automobile Club de France et son président M. le Chevalier René de Kniff en vue de l'organisation du Grand Prix de France, il doit être complété par la construction d'un circuit routier développant environ 12,5 km. Le circuit est raccordé à la piste de vitesse à la hauteur des tribunes.
Malgré un succès populaire incontestable au départ qui fait déplacer des foules pour les plus grands événements, il connaît rapidement des difficultés financières. Les courses secondaires attirent peu de monde, les charges permanentes sont trop lourdes. Le circuit est déficitaire et la société de l'autodrome fait faillite le 13 janvier 1928.
La piste a été construite en faisant appel à des techniques d’avant garde, ainsi qu'à des matériaux innovants et très robustes. Ainsi, elle est encore en service de nos jours et fêtera son centenaire en 2024.
En 1930, Alexandre Lamblin tombe gravement malade et est obligé de liquider son journal Le Sport (anciennement L'Aéro-Sports). Le 18 octobre 1932, son usine est mise en faillite. Lamblin décède des suites de sa maladie à 48 ans, en 1933, ruiné et dans l'anonymat.

## Coupe Lamblin
Alexandre Lamblin donnera son nom à une compétition aéronautique : la Coupe Lamblin, qui est une épreuve annuelle de vitesse à handicap. Pour l'édition 1924, c'est l’adjudant Hernu qui remporte le prix de 10 000 francs avec son appareil monoplan Farman – Jabiru équipé de quatre moteurs Hispano-Suiza de 180 chevaux de puissance.

## Hommages
- Une rue de Linas porte le nom d'Alexandre Lamblin.
- La rue Lamblin à Ronchin a été renommée rue du Général Leclerc après la seconde guerre mondiale. Cette rue se situe à proximité de l'hôtel de ville.